# Despina (satélite)

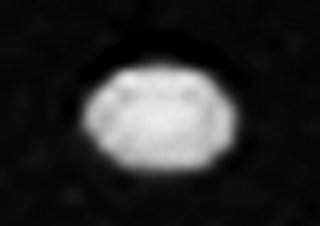
Despina vista pela Voyager 2

Despina é um pequeno satélite natural do planeta Neptuno cujo diâmetro irregular é de 180×148×128 km. Foi descoberto pela sonda Voyager 2 em 1989.